# 杨子霖
杨子霖（1909年—），男，湖南湘潭人，中国工商业者，中国民主建国会会员，曾任第三、四、五届全国政协委员。